# Ophiomaza cataphracta
Ophiomaza cataphracta is een slangster uit de familie Ophiotrichidae.
De wetenschappelijke naam van de soort werd in 1888 gepubliceerd door Johannes Georg Brock.